# Nikon Coolpix S8000
La Nikon Coolpix S8000 è una fotocamera non-SLR prodotta dalla Nikon, che fa parte della serie Nikon Coolpix.

Dispone di una memoria interna di 32 MB, espandibile con SD o SDHC. Pesa 183 g e può fare filmati in HDTV (720p).

## Colori
La fotocamera è disponibile nei seguenti colori: rosso, marrone (come nella foto), grigio e nero.